# Lijst van 3FM Megahits in 2013
Deze hits waren in 2013 3FM Megahit op 3FM:
| Nr.  | Week    | Artiest                                                     | Titel                                                       | Hoogste positie in de 3FM Mega Top 50                       |
| ---- | ------- | ----------------------------------------------------------- | ----------------------------------------------------------- | ----------------------------------------------------------- |
| 993  | Week 1  | will.i.am & Britney Spears                                  | Scream & Shout                                              | 1(8wk)                                                      |
| 994  | Week 2  | Tom Odell                                                   | Another Love                                                | 2                                                           |
| 995  | Week 3  | Kensington                                                  | Home Again                                                  | 11                                                          |
| 996  | Week 4  | Matt Simons                                                 | With You                                                    | 5                                                           |
| 997  | Week 5  | Foals                                                       | My Number                                                   | 27                                                          |
| 998  | Week 6  | Duke Dumont & A*M*E                                         | Need U (100 %)                                              | 17                                                          |
| -    | Week 7  | Geen 3FM Megahit in verband met de Zeroes Request-week      | Geen 3FM Megahit in verband met de Zeroes Request-week      | Geen 3FM Megahit in verband met de Zeroes Request-week      |
| 999  | Week 8  | Justin Timberlake                                           | Mirrors                                                     | 5                                                           |
| 1000 | Week 9  | Caro Emerald                                                | Tangled Up                                                  | 8                                                           |
| 1001 | Week 10 | Fall Out Boy                                                | My Songs Know What You Did in the Dark (Light Em Up)        | 25                                                          |
| 1002 | Week 11 | Klangkarussell                                              | Sonnentanz                                                  | 1(2wk)                                                      |
| 1003 | Week 12 | The Cat Empire                                              | Brighter than Gold                                          | 15                                                          |
| 1004 | Week 13 | Macklemore, Ryan Lewis & Ray Dalton                         | Can't Hold Us                                               | 5                                                           |
| 1005 | Week 14 | Flume                                                       | Holdin' On                                                  | 24                                                          |
| 1006 | Week 15 | Robin Thicke, T.I. & Pharrell                               | Blurred Lines                                               | 1(5wk)                                                      |
| 1007 | Week 16 | Krystl                                                      | Circles                                                     | 16                                                          |
| 1008 | Week 17 | Daft Punk & Pharrell Williams                               | Get Lucky                                                   | 2                                                           |
| 1009 | Week 18 | Crystal Fighters                                            | You & I                                                     | 24                                                          |
| 1010 | Week 19 | Mister and Mississippi                                      | Same Room, Different House                                  | 32                                                          |
| 1011 | Week 20 | Editors                                                     | A Ton of Love                                               | 20                                                          |
| 1012 | Week 21 | Mr. Probz                                                   | Waves                                                       | 5                                                           |
| 1013 | Week 22 | John Newman                                                 | Love Me Again                                               | 11                                                          |
| 1014 | Week 23 | Chris Malinchak                                             | So Good to Me                                               | 5                                                           |
| 1015 | Week 24 | Queens of the Stone Age                                     | I Sat by the Ocean                                          | 25                                                          |
| 1016 | Week 25 | Disclosure & Eliza Doolittle                                | You & Me                                                    | 32                                                          |
| 1017 | Week 26 | John Mayer                                                  | Paper Doll                                                  | 17                                                          |
| 1018 | Week 27 | Franz Ferdinand                                             | Love Illumination                                           | 24                                                          |
| 1019 | Week 28 | Macklemore, Ryan Lewis & Mary Lambert                       | Same Love                                                   | 13                                                          |
| 1020 | Week 29 | Go Back to the Zoo                                          | Charlene                                                    | 17                                                          |
| 1021 | Week 30 | Kings of Leon                                               | Supersoaker                                                 | 19                                                          |
| 1022 | Week 31 | Capital Cities                                              | Safe and Sound                                              | 21                                                          |
| 1023 | Week 32 | Pharrell Williams                                           | Happy                                                       | 1(5wk)                                                      |
| 1024 | Week 33 | The Boxer Rebellion                                         | Diamonds                                                    | 24                                                          |
| 1025 | Week 34 | John Legend                                                 | Made to Love                                                | 20                                                          |
| 1026 | Week 35 | De Staat                                                    | Devil's Blood                                               | 39                                                          |
| 1027 | Week 36 | Bastille                                                    | Things We Lost in the Fire                                  | 27                                                          |
| 1028 | Week 37 | Coldplay                                                    | Atlas                                                       | 3                                                           |
| 1029 | Week 38 | Anouk                                                       | Wigger                                                      | 12                                                          |
| -    | Week 39 | Geen 3FM Megahit in verband met de 90's Request-week        | Geen 3FM Megahit in verband met de 90's Request-week        | Geen 3FM Megahit in verband met de 90's Request-week        |
| 1030 | Week 40 | Jake Bugg                                                   | What Doesn't Kill You                                       | 40                                                          |
| 1031 | Week 41 | Avicii                                                      | Hey Brother                                                 | 1(4wk)                                                      |
| 1032 | Week 42 | Bo Saris                                                    | The Addict                                                  | 17                                                          |
| 1033 | Week 43 | Half Moon Run                                               | Full Circle                                                 | 28                                                          |
| 1034 | Week 44 | Drake & Majid Jordan                                        | Hold On, We're Going Home                                   | 9                                                           |
| 1035 | Week 45 | Taymir                                                      | Aaaaah                                                      | 43                                                          |
| 1036 | Week 46 | Ed Sheeran                                                  | I See Fire                                                  | 11                                                          |
| 1037 | Week 47 | Lily Allen                                                  | Hard Out Here                                               | 22                                                          |
| 1038 | Week 48 | Kris Berry & Perquisite                                     | Let Go                                                      | 36                                                          |
| 1039 | Week 49 | Kraantje Pappie                                             | Met z'n tweeën                                              | 36                                                          |
| 1040 | Week 50 | Racoon                                                      | Shoes Of Lightning                                          | 9                                                           |
| -    | Week 51 | Geen 3FM Megahit in verband met de 3FM Serious Request-week | Geen 3FM Megahit in verband met de 3FM Serious Request-week | Geen 3FM Megahit in verband met de 3FM Serious Request-week |
| -    | Week 52 | Geen 3FM Megahit in verband met de Top Serious Request-week | Geen 3FM Megahit in verband met de Top Serious Request-week | Geen 3FM Megahit in verband met de Top Serious Request-week |

1993 · 
1994 ·
1995 · 
1996 ·
1997 ·
1998 ·
1999 ·
2000 ·
2001 ·
2002 ·
2003 ·
2004 ·
2005 ·
2006 ·
2007 ·
2008 ·
2009 ·
2010 ·
2011 ·
2012 ·
2013 ·
2014 ·
2015 ·
2016 ·
2017 ·
2018 ·
2019 ·
2020 ·
2021 ·
2022 ·
2023 ·
2024 ·
2025